# Lakatoro
Lakatoro is de hoofdstad van de Vanuatuaanse provincie Malampa en is gelegen aan de oostkust van het eiland Malakula, waarvan het met 1248 inwoners (2010) de grootste nederzetting is. De stad beschikt over een haven.
Lakatoro leeft voornamelijk van de kopraproductie en heeft winkels, een markthal en een vestiging van de National Bank of Vanuatu. Het enige ziekenhuis op Malakula bevindt zich echter in Norsup, net ten noordwesten van Lakatoro.

## Vervoer
Van de drie luchthavens op het eiland ligt de Luchthaven Norsup veruit het dichtst bij Lakatoro. De nationale Vanuatuaanse luchtvaartmaatschappij Air Vanuatu verzorgt vanuit deze stad lijnvluchten naar (situatie november 2011) Craig Cove, Lamap (in het zuiden van het eiland), Luganville, Port Vila en South West Bay (eveneens op Malakula). De maatschappij beschikt over een kantoor in de stad.
Lakatoro is de belangrijkste draaischijf voor het wegvervoer op Malakula.

## Geboren
- Sato Kilman, premier

Isangel · Lakatoro · Luganville · Port Vila · Saratamata · Sola